# Amel Larrieux
Amel Eliza Stowell (New York, 8 marzo 1973) è una cantautrice e produttrice discografica statunitense.

## Biografia
Nel 1993 Amel Larrieux, con Bryce Wilson, ha fondato il duo musicale Groove Theory, che ha poi abbandonato dopo alcuni anni. Nel 1999 il suo singolo Get Up è entrato nella top ten della Adult R&B Songs e alla 97ª posizione della Billboard Hot 100. Nel corso degli anni 2000 ha pubblicato quattro album, il primo, Infinite Possibilities, per la Epic Records, il resto in maniera indipendente: sono tutti entrati nella Billboard 200 e nel 2006 Morning le ha regalato il suo piazzamento più alto alla 74ª posizione.
Amel Larrieux ha ricevuto la sua prima candidatura al Grammy Award nel 2004 grazie ad una cover di Where Is the Love, realizzata con Stanley Clarke e Glenn Lewis e contenuta nel disco di Clarke 1, 2, to the Bass.

## Discografia

### Album in studio
- 2000 – Infinite Possibilities
- 2004 – Bravebird
- 2006 – Morning
- 2007 – Lovely Standards
- 2013 – Ice Cream Everyday

### Singoli

#### Come artista principale
- 1999 – Get Up
- 2000 – Sweet Misery
- 2000 – I N I
- 2000 – Make Me Whole
- 2004 – For Real
- 2006 – Weary
- 2007 – If I Were a Bell
- 2009 – Orange Glow
- 2009 – Don't Let Me Down
- 2013 – Afraid

#### Come artista ospite
- 1996 – You Will Rise (Sweetback feat. Amel Larrieux)
- 2000 – Now You Know Better (Mondo Grosso feat. Amel Larrieux)